# بني حرشان
بني حرشن هي قرية مغربية شمال المملكة. تنتمي بني حرشن لعمالة تطوان الساحلي. تضم هذه القرية 7.646 نسمة (إحصاء 2004).